# Сенная (приток Гусихи)
Сенная — река в России, протекает по Оренбургской области. Устье реки находится в 21 км по левому берегу реки Гусиха. Длина реки составляет 14 км. Площадь водосборного бассейна — 63,6 км².

## Данные водного реестра
По данным государственного водного реестра России, река относится к Нижневолжскому бассейновому округу. Водохозяйственный участок реки — Самара от истока до Сорочинского гидроузла. Речной бассейн Сенной — Волга от верховий Куйбышевского водохранилища до впадения в Каспий.
Код объекта в государственном водном реестре — 11010000912112100006390.